# Klement I.
Svatý Klement I. či Kliment I. či Klement Římský je v tradici katolické církve považován za čtvrtého římského biskupa, a tedy čtvrtého papeže. Jeho pontifikát se datuje do let 88/92–97/101.
Ostatky svatého Klimenta údajně našel svatý Cyril, a proto je jeho kult spojen s počátky křesťanství na Velké Moravě i v Čechách.

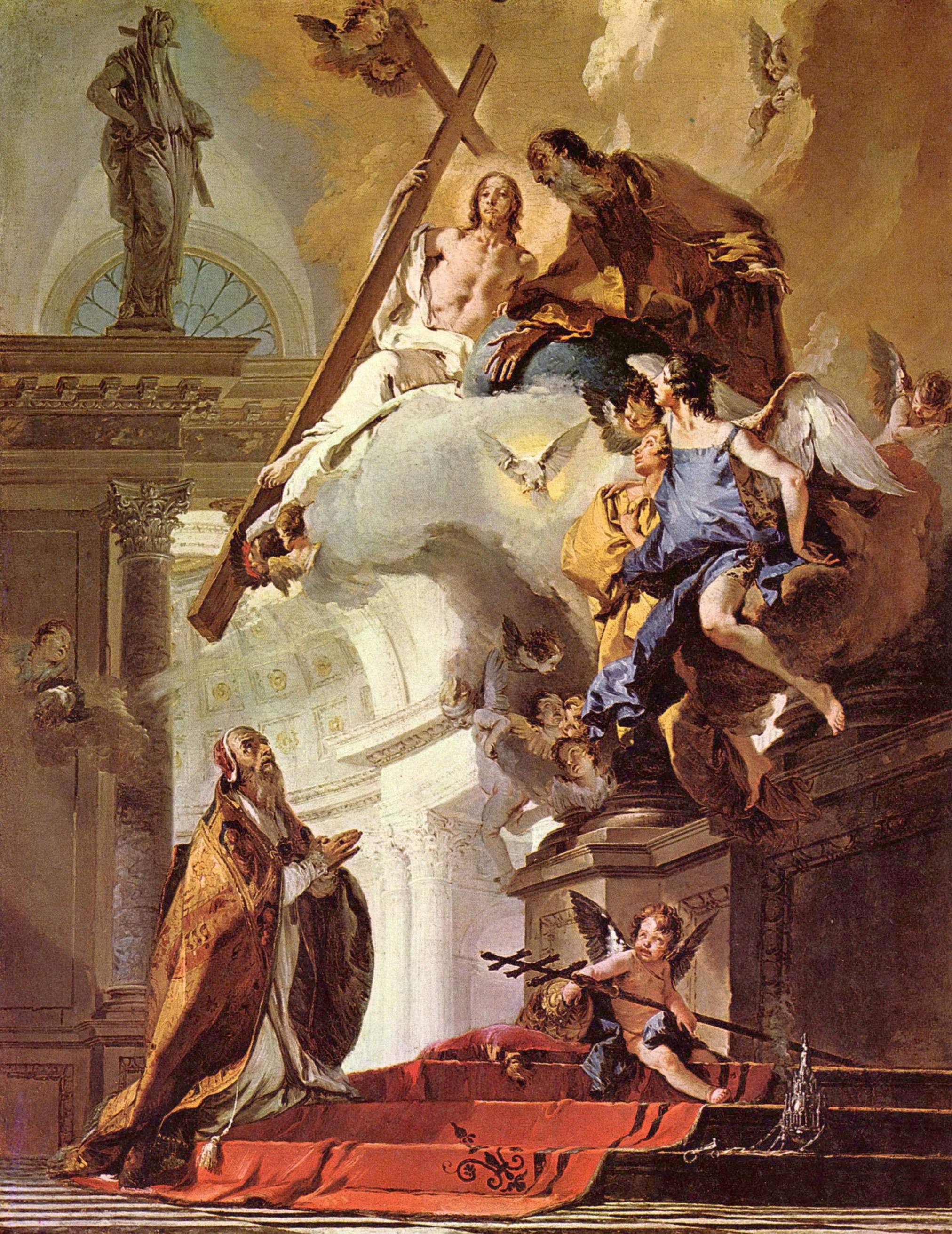
Giovanni Battista Tiepolo, Vidění sv. Klimenta, 1730–1735, olej na plátně, Národní galerie, Londýn

## Život
Svatý Klement I., nazývaný také Klement Římský (na rozdíl od Klementa Alexandrijského), není spolehlivě historicky doloženou osobou. V křesťanské tradici, která je založená na zmínce sv. Ireneje z Lyonu až z konce 2. století, je uváděn jako čtvrtý římský papež. Někteří znalci církevních dějin jej však označují za přímého nástupce svatého Petra a Irenejem jmenované nástupce Lina a Anakléta považují za pouhé správce římské církve v době nepřítomnosti svatého Petra. Po jeho smrti měl spravovat římskou církev Klement; aby zamezil rozkolu, ustoupil Linovi a Anaklétovi a římským biskupem se stal až po jejich smrti.
Starověký dějepisec Eusebios z Kaisareie Klementa I. ztotožnil s Klementem, o němž píše svatý Pavel v listě Filipským, který je součástí Nového zákona. Podle tohoto podání Klement pocházel z města Filippi v Makedonii a na křesťanskou víru jej obrátil svatý Pavel. Patří k apoštolským otcům, tedy nejstarším otcům Církve pamatujícím Ježíšovy učedníky. Setkáváme se s ním i v díle jiného autora, v tzv. Pastýři Hermově. Tam Klement vystupuje jako biskup zplnomocněný k zasílání listů církevním obcím mimo Řím.

### Působení
O jeho papežském působení není mnoho známo. Údajně ustanovil v každém římském okrese sedm zapisovatelů (notářů), kteří měli za úkol zaznamenávat skutky křesťanských mučedníků. Svými dopisy církvím mimo Řím se zasloužil o zachování jednoty církve. Podle sv. Ireneje za něj byl sepsán List ke Korintským, i když jeho autorství bylo zpochybněno. Rovněž se zasloužil o šíření křesťanství vysíláním hlasatelů víry i do vzdálených zemí.

### Smrt
Legendy jsou značně rozporné.
- Podle první, nejznámější verze, šířené od 13. století Zlatou legendou, poslal císař Trajanus Klementa do vyhnanství na Chersonésos (dnešní poloostrov Krym v Černém moři). Když Klement ani tam nepřestal hlásat křesťanskou víru, byl na císařův rozkaz v letech 100–101 vhozen do moře s kotvou uvázanou okolo krku. Odtud je časté zobrazení svatého Klementa s kotvou. Krymští křesťané jeho tělo nalezli, pohřbili a nad jeho hrobem vystavěli kapli. Svatý Konstantin (známý jako slovanský věrozvěst Cyril) v roce 861 nalezl nejen onu kotvu, ale i ostatky. Roger, biskup chalonský, podal zprávu, že když v roce 1048 navštívil Kyjev, aby dojednal sňatek Jindřicha I. s Annou Kyjevskou, ukazoval mu kníže Jaroslav Moudrý lebku svatého Klementa, kterou získal při válečném tažení na Krym.
- Druhá verze legendy uvádí, že Klement v roce 100 nebyl utopen v moři, ale v řece Tibeře v Římě.
- Třetí verze píše, že Klement zemřel přirozenou smrtí sešlostí věkem. Křesťanské církve Západu i Východu jej za mučedníka považují. V případě, že nebyl umučen, ale za křesťanskou víru trpěl, je svatým vyznavačem.

## Spisy
Sv. Klementovi bylo připisováno autorství mnoha spisů; nejspíše je autorem pouze jediného, Prvního listu Korinťanům.

### První list Korinťanům
První list Korinťanům, latinsky Prima Clementis, (nezaměňovat s Pavlovým Prvním listem Korintským) je jediný spis, u kterého se Klementovo autorství obecně přijímá. Řeší korintský spor o délku funkčního období presbyteria, správního orgánu komunity. List objasňuje fungování duchovního úřadu. Presbyterský úřad navazuje na apoštolské pověření od Krista, které apoštolové předali presbyterům. Jediné, co spadá do pravomoci církevní obce, je ustanovení presbyterů. Následují příklady z Bible, které vypovídají o závisti, zmatku, nevraživosti a o následcích takového konání. List končí překvapivou přímluvou za pohanskou vrchnost. Klement v něm pohanské vrchnosti přisuzuje moc od Boha, aby mohla soudit podle moci Boží.

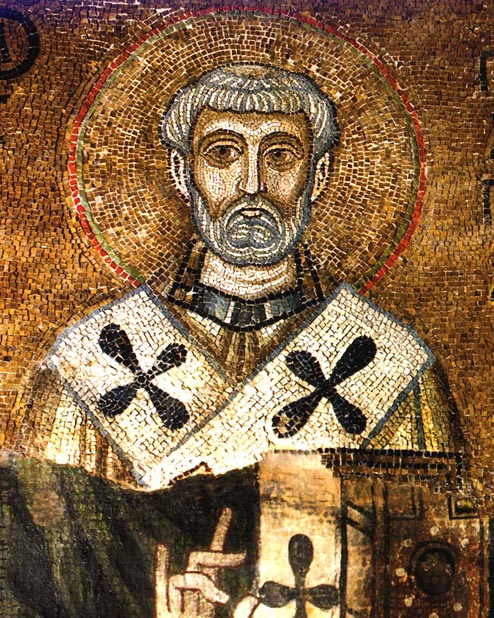
Klement I. (Clemens Romanus), katedrála sv.Sofie v Kyjevě, 11. stol.

### Druhý Klementův list
Tento list je nejstarším dochovaným křesťanským kázáním vůbec. Kárá špatné mravy a poukazuje na blízký konec světa. Tento list byl zřejmě tradován s prvním listem, a tak se dostal do povědomí o Klementově autorství. Za místo vzniku lze považovat Korint, podle spojení s prvním listem. Doba vzniku se udává kolem poloviny 2. století.

### Pseudoklementinské listy
Ad virgines – Pravidla askeze. Pravidla, jak se asketi mají odpoutávat od druhého pohlaví. Vznikl asi v Sýrii nebo Palestině kolem poloviny 3. století. Syrský text je jediný kompletně dochovaný text. Dále jsou známy fragmenty řeckého a koptského překladu.

### Pseudoklementina
Skupina spisů obsahující apokryfní skutky apoštolů. Pisatelem textu o Petrově cestě a jeho konání (řečech, disputacích, zázracích) je Klement, který byl Petrem obrácen. Spis obsahuje dvacet pseudoklementinských Homilií pojmenovaných podle Petrových kázání (zahrnuje heterodoxní teologii původem v židokřesťanství). Dále je tu deset knih známých jako Recognitiones. Jsou to vyprávění o osudech Klementovy rodiny, která je po letech rozloučení opět shromážděna Petrem. Dochovaly se dva řecké a dva arabské texty, které jsou spíše výtahy z původního textu. Doba sepsání spisu je pravděpodobně kolem poloviny 4. století, s tím, že text Homilie je vzhledem ke své židokřesťanské povaze starší než Recognitiones.

## Úcta a ikonografie

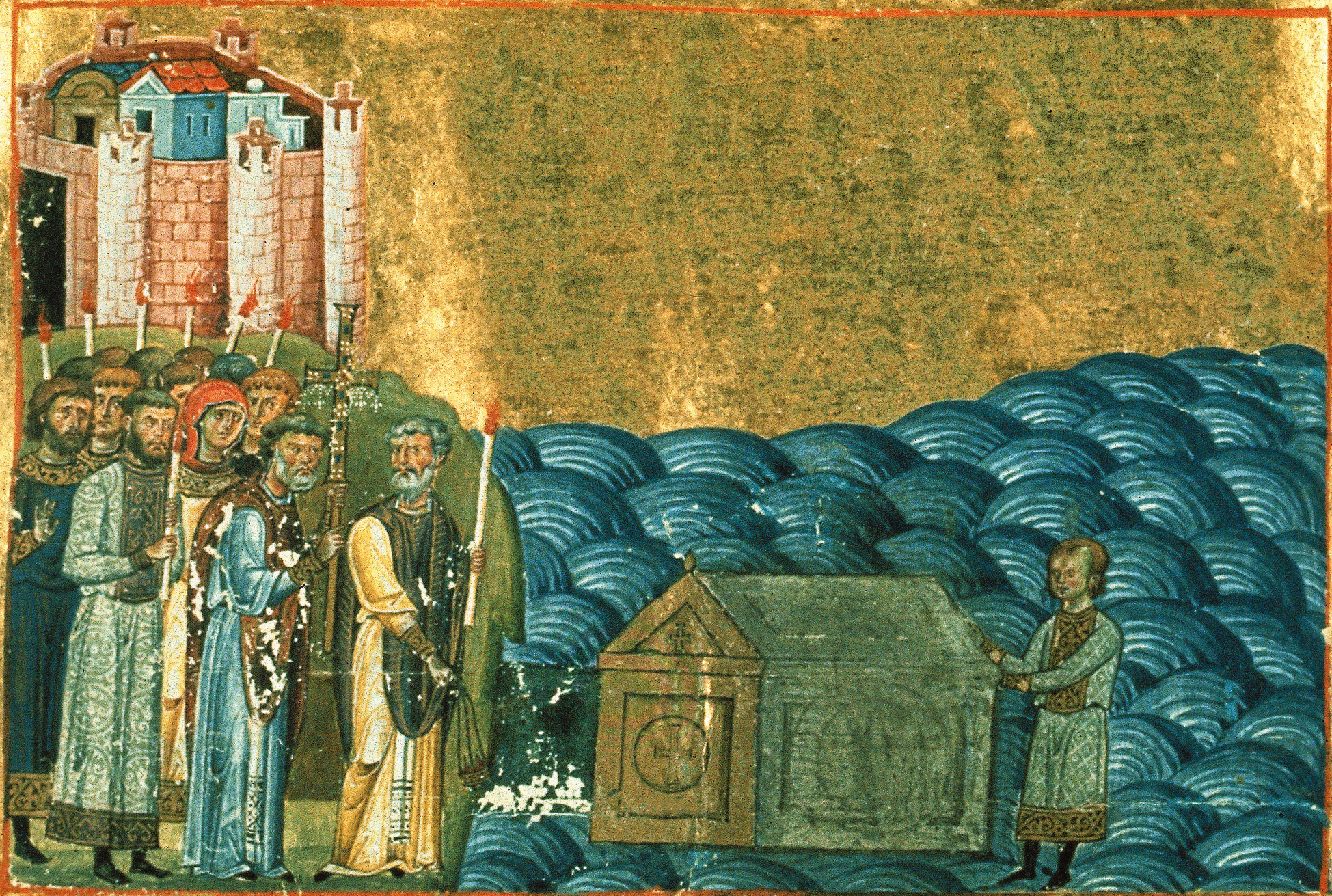
Nalezení ostatků Klimenta Římského poblíž Chersonésu, miniatura, Menologium císaře Basileia II., 11. století

Svatý Klement bývá zobrazován jako Říman v dlouhé tunice, jeho atributy jsou kotva a ryba, někdy mlýnský kamen na krku, klíče nebo kniha. Ve dvojici bývá vyobrazen se sv. Petrem. Svatý Klement je také postavou křesťanské romance, která se dochovala ve dvou různých verzích. Podle této legendy je Klement ztotožňován se synovcem císaře Domitiana, T. Flaviem Clemensem. Svátek svatého Klementa je podle církevního kalendáře 23. listopadu. Českou obdobou jména Klement jsou: Klem, Klíma, Kléma či Klimeš, ve staročeské podobě i Těšek.

### Relikvie
- Jeho ostatky jsou uctívány v bazilice San Clemente v Římě, kam je údajně ze Soluně přenesli svatí Cyril a Metoděj.
- Kyjevská Rus: Desátkový chrám v Kyjevě; Kyjevskopečerská lávra; Chrám sv. Klementa papeže v Moskvě.

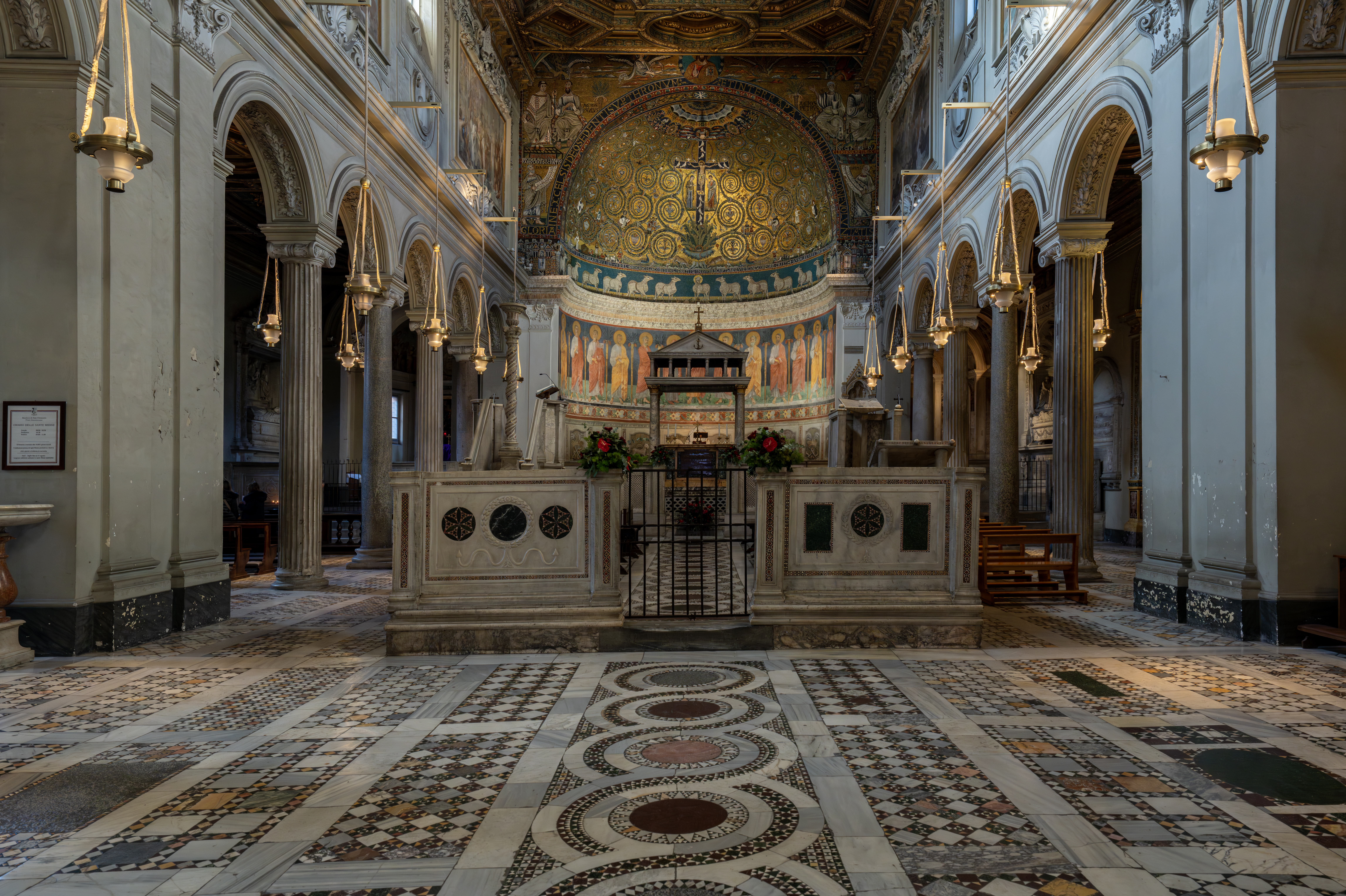
Bazilika svatého Klimenta v Lateráně, Řím – hlavní oltář

- Bazilika svatého Klimenta v Lateráně, Řím – hlavní oltářNa Velkou Moravu měli ostatky přinést také svatí Cyril a Metoděj, a to na Hradisko svatého Klimenta. Sv. Klementovi bylo zasvěceno několik z nejstarších kostelů na území dnešních Čech: kostel na Levém Hradci, ve Staré Boleslavi a trojice svatyní v Praze: na Starém Městě, na pozdějším Novém Městě Pražském a v Holešovicích-Bubnech.

### Výtvarné umění
Samotný světec i jeho legenda bývají v evropském umění vyobrazeni od raně křesťanské doby. K nejstarším nástěnným malbám patří fresky v kostele San Clemente v Římě.

## České země
- Svatému Klementovi byl zasvěcen nejstarší kostel v Čechách, rotunda na Levém Hradci.
- Nejstarší dochovanou památkou jsou románské malby v apsidě kostela sv. Klementa ve Staré Boleslavi.
- V Praze jsou sv. Klimentovi zasvěceny tři kostely a jezuitská kolej Klementinum, podle staršího kostela sv. Klimenta při někdejším klášteře dominikánů. 
  - V barokním kostele sv. Klimenta při Klementinu jsou čtyři vrcholně barokní fresky z roku 1714, které namaloval je Jan Hiebel: 1. nad hlavním oltářem: Sv. Kliment byl za svou víru poslán císařem Trajánem do vyhnanství na Chersonésos, kde nalezl 2000 trpících křesťanů, odsouzených k pracím v kamenolomech. Modlil se za ně a dodal také jim naději a víru, takže vyčerpaní a žízniví spatřili na skále ve svatozáři Beránka božího, pod jehož nohama vytryskl pramen čerstvé vody. 2. Katané sv. Klimenta odsoudili k smrti a přivázali mu na krk kotvu, s níž ho vrhají do moře. 3. Andělé uctívají na oltáři ostatky sv. Klimenta, který již byl vzat do nebe. Ke chrámu se sbíhají věřící. 4. nad kruchtou: Nebeská klenba je vyobrazena s Nejsvětější Trojicí uprostřed, adorují ji sv. Kliment a sv. Alois z Gonzagy, pod nimi andělé rozvinují plátno s obraze koleje Klementinum.
  - V západním křídle Klementina je v bývalé kapli v 1. patře nástropní freska Apoteóza sv. Klimenta od Františka Antonína Müllera ze 30. let 18. století. Nyní konferenční sál Národní knihovny je přístupný při skupinových prohlídkách.

## Patrocinia
- námořníci, rybáři, kameníci-mramoráři, dřevorubci, kloboučníci;
- patron proti bouři a blesku;
- evropská města: Solingen, Drolshagen, Sevilla, Aarhus, Compiègne, Steenwijk, Krym a severní Černomoří;
- hlavní patron královéhradecké diecéze, kde se jeho svátek slaví jako liturgická slavnost. Je mu zasvěcena kaple pod Bílou věží vedle katedrály svatého Ducha v Hradci Králové. V katedrále je umístěna i jeho busta od akademického sochaře Vladimíra Preclíka.